# Movimiento Patriota Cristiano
El Movimiento Patriota Cristiano es un movimiento radical y extremista  político conocido por su nacionalismo americano, promoviendo varias interpretaciones de la historia basada en su creencia que el gobierno federal ha traicionado las ideas de la libertad y los derechos naturales que se expresaron originalmente en la Revolución de las Trece Colonias, además de resaltar la herencia cristiana de los Estados Unidos.

## Ideología
El movimiento nació en la década de 1980 con los grupos adheridos al Posse Comitatus, mayoritariamente de la derecha conservadora. Estas agrupaciones siguieron una ideología basada en las enseñanzas de su fundador William Potter Gale, quien también era ministro religioso, y la mayoría de los miembros del Movimiento Patriota Cristiano todavía se adhieren a la Identidad Cristiana, un movimiento que defiende la supremacía blanca.

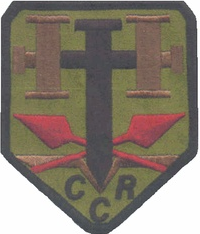
Parche usado por el grupo paramilitar Hutaree, un grupo extremista cristiano.

Esta ideología sostiene que los gobiernos estatales y federales son agentes de una conspiración arcana para privar a los estadounidenses de sus derechos como «ciudadanos soberanos». También sostiene la opinión de que esta conspiración se puede socavar a través de varios alegatos legales del derecho consuetudinario inglés y otras fuentes, como una moción que protesta por la forma en que el nombre del acusado se escribe en una queja legal. La ideología persiste a pesar de las numerosas sentencias judiciales que han declarado sus reclamaciones como sin ningún tipo de fundamento.

## Estado actual
El movimiento creció durante la década de 1990, tras los asedios de Ruby Ridge y Waco, apareciendo más grupos afines. El movimiento mantuvo sus lazos con otras milicias activas en el mismo período. Uno de los primeros altercados de estos grupos ocurrió en 1996, cuando un grupo de alguaciles federales arrestaron a varios miembros del grupo Montana Freemen, después de un asedio de 81 días.
En 2009, el Southern Poverty Law Center dijo que los grupos de milicia podrían tener un «resurgimiento Patriota».